# Étienne Decroux
 (décembre 2020).
Pour les articles homonymes, voir Decroux.
Étienne Marcel Decroux, né le 19 juillet 1898 à Paris 17e et mort le 12 mars 1991 à Boulogne-Billancourt, est un acteur, mime et chorégraphe français.
Il est le père de Maximilien Decroux.

## Biographie
Après sa formation à l'école du Vieux-Colombier de Jacques Copeau, Étienne Decroux entra dans la compagnie de Charles Dullin, où il travaillera comme acteur durant de nombreuses années. Il travaillera également sous la direction d'Antonin Artaud, de Louis Jouvet et participera à la réalisation de plusieurs films sous la direction de Marcel Carné et de Jacques Prévert. Son intérêt toujours plus marqué pour l'expression du corps, le portera à cesser son activité d'acteur professionnel pour se consacrer entièrement à l'art du mouvement. En collaboration avec Jean-Louis Barrault, qui fut son premier élève, ses recherches l’amèneront à élaborer progressivement une technique nouvelle qu'il nommera « mime corporel dramatique ». Dès les années 1940, il fondera à Paris son école où de nombreux artistes du monde entier feront leur formation. Il sera appelé à enseigner dans diverses institutions théâtrales telles que le Piccolo Teatro de Giorgio Strehler et l'Actors Studio de New York. Il créera aussi sa propre compagnie qui tournera aux États-Unis dans les années 1950. On compte notamment parmi ses élèves le mime Marcel Marceau, le marionnettiste Michaël Meschke et le clown et mime Dimitri ainsi que Raymond Devos. Il est considéré comme le père de la marche Moonwalk, rendue populaire par Michael Jackson.
Ami des frères Prévert, on remarque sa présence singulière dans tous les films réalisés par Pierre. « C'était mon fétiche : je ne pouvais pas faire un film sans qu'il y ait une scène avec Decroux », déclare Pierre Prévert à Jean-Pierre Pagliano en 1980 (entretien publié dans Positif en mai 2021). 

## Filmographie
- 1932 : L'affaire est dans le sac de Pierre Prévert - moyen métrage -
- 1934 : L'Atalante de Jean Vigo - long métrage -
- 1935 : Crime et Châtiment de Pierre Chenal
- 1935 : Le commissaire est bon enfant de Jacques Becker et Pierre Prévert - moyen métrage -
- 1937 : L'Affaire Lafarge de Pierre Chenal
- 1938 : Belle étoile de Jacques de Baroncelli
- 1939 : L'Or du Cristobal de Jean Stelli
- 1939 : Macao, l'enfer du jeu de Jean Delannoy
- 1939 : Le Dernier Tournant de Pierre Chenal
- 1943 : Adieu Léonard de Pierre Prévert
- 1943 : L'Escalier sans fin de Georges Lacombe
- 1943 : Le Voyageur sans bagages de Jean Anouilh
- 1945 : Les enfants du paradis de Marcel Carné
- 1943 : Le Corbeau de Henri-Georges Clouzot
- 1946 : Messieurs Ludovic de Jean-Paul Le Chanois
- 1947 : Capitaine Blomet de Andrée Feix
- 1948 : Clochemerle de Pierre Chenal
- 1949 : Occupe-toi d'Amélie de Claude Autant-Lara
- 1949 : Les Petites Annonces matrimoniales de Claude Barma - court métrage -
- 1952 : La Bergère et le Ramoneur de Paul Grimault - dessin animé, (voix) -
- 1957 : Comme un cheveu sur la soupe de Maurice Régamey
- 1968 : Les Compagnons de Baal de Pierre Prévert

## Théâtre
- 1925 : La Femme silencieuse de Ben Jonson, mise en scène Charles Dullin, Théâtre de l'Atelier
- 1926 : La Comédie du bonheur de Nicolas Evreïnoff, mise en scène Charles Dullin, Théâtre de l'Atelier
- 1928 : Bilora de Ruzzante, mise en scène Charles Dullin, Théâtre de l'Atelier
- 1928 : Volpone de Jules Romains, mise en scène Charles Dullin, Théâtre de l'Atelier
- 1930 : Le Stratagème des roués d'après George Farquhar, mise en scène Charles Dullin, Théâtre de l'Atelier
- 1930 : Le Fils de Don Quichotte de Pierre Frondaie, mise en scène Charles Dullin, Théâtre de l'Atelier
- 1931 : Atlas-Hôtel d'Armand Salacrou, mise en scène Charles Dullin, Théâtre de l'Atelier
- 1931 : La Vie primitive d'Étienne Decroux, Théâtre de l'Atelier
- 1931 : La Quadrature du cercle de Valentin Petrovitch Kataev, mise en scène François Vibert, Théâtre de l'Atelier
- 1932 : La Paix d'Aristophane, mise en scène Charles Dullin, Théâtre de l'Atelier
- 1934 : Le Coup de Trafalgar de Roger Vitrac, création dans une mise en scène de Marcel Herrand au Théâtre de l'Atelier, dans le rôle de M. Dujardin
- 1940 : La Femme silencieuse de Marcel Achard, mise en scène Charles Dullin, Théâtre de Paris